# Natriumhexafluorosilicat
Natriumhexafluorosilicat ist eine chemische Verbindung aus der Gruppe der Natriumverbindungen, Hexafluorosilicate und Fluorokomplexe.

## Vorkommen
Natriumhexafluorosilicat kommt natürlich in Form des Minerals Malladrit vor.

## Gewinnung und Darstellung
Natriumhexafluorosilicat kann durch Neutralisation von Hexafluoridokieselsäure mit Natriumhydroxid, Natriumcarbonat oder Natriumchlorid gewonnen werden.
{\displaystyle {\ce {H2[SiF6] + 2NaCl -> Na2[SiF6] + 2HCl}}}
Es entsteht auch als Nebenerzeugnis bei der Herstellung von Superphosphaten über Siliziumfluorid.

## Eigenschaften
Natriumhexafluorosilicat ist ein farbloser bis weißer, geruch- und geschmackloser Feststoff, welcher schwer löslich in Wasser ist. Bei Erhitzung zersetzt er sich ab etwa 800 °C zu Siliciumtetrafluorid und Natriumfluorid.
Natriumhexafluorosilicat besitzt eine trigonale Kristallstruktur mit a = 885,9 pm, c = 503,8 pm, Z = 3 und der Raumgruppe P321 (Raumgruppen-Nr. 150).

## Verwendung
Natriumhexafluorosilicat wird als Geliermittel bei der Schaumgummiherstellung, als Trübungsmittel bei der Emaille - und Milchglasfabrikation, als Insektizid und Rodentizid und zur Herstellung von synthetischem Kryolith verwendet. Es wird weiterhin bei der Herstellung von Beryllium eingesetzt: durch Rösten von Berylliumsalzen mit Natriumhexafluorosilicat bildet sich Berylliumfluorid, welches durch Reaktion mit Magnesium zu Beryllium überführt wird.

## Zulassung
In der Europäischen Union ist Natriumhexafluorosilicat nicht als Wirkstoff von Pflanzenschutzmitteln zugelassen.
In Deutschland, Österreich und der Schweiz sind keine Pflanzenschutzmittel mit diesem Wirkstoff zugelassen.